# Суходол (Торопецкий район)
Суходол — деревня в Торопецком районе Тверской области России. Входит в состав Плоскошского сельского поселения.

## География
Деревня расположена в 18 километрах к югу от посёлка Плоскошь. Ближайший населённый пункт — деревня Бабаево.
Климат
Деревня, как и весь район, относится к умеренному поясу северного полушария и находится в области переходного климата от океанического к материковому. Лето с температурным режимом +15…+20 °С (днём +20…+25 °С), зима умеренно-морозная −10…−15 °С; при вторжении арктических воздушных масс до −30…−40 °С.
Среднегодовая скорость ветра 3,5—4,2 метра в секунду.

## История
В 1877 году Суходол состоял всего из двух домов и располагался на территории Холмского уезда.
В 1927—1930 годах деревня входила в состав Советского района Западной области. С 1936 года входила в состав Плоскошского района.
На карте РККА 1923 — 1941 годов обозначена деревня Суходол с 5-ю дворами.
С 1960 года — в составе Торопецкого района. К концу 80-х годов в Суходоле было 30 домов. В 2021 году — семь домов. В советское время был магазин. Приходили покупатели из уже несуществующих деревень Шухово, Мокшино, Полёново. В Суходоле до 1995 года находилась ферма крупного рогатого скота.
До 2005 года деревня входила в состав упразднённого в настоящее время Конищевского сельского округа.

## Население
| 2010 |
| ---- |
| 13   |

По данным переписи 2002 года, в деревне проживал 41 человек.
Национальный состав
Согласно результатам переписи 2002 года, в национальной структуре населения русские составляли 100 % от жителей.